# Aeroportul Depati Parbo
Aeroportul Depati Parbo (IATA: KRC, ICAO: WIPH) este un aeroport din Kerinci⁠(d), Jambi⁠(d), Indonezia ce deservește zona Sungai Penuh⁠(d).
Situat la o altitudine de 791 m, aeroportul dispune de o singură pistă.